# Movimiento Idea Social
El Movimiento Idea Social (Movimento Sociale Idea) (MIS) es un partido político italiano neofascista fundado en 2004 como una escisión de la Llama Tricolor liderado, hasta su muerte, por Pino Rauti, exdirigente del Movimiento Social Italiano. 
En las elecciones generales de 2006 se presentó coaligado con la Casa de las Libertades.